# Pheucticus aureoventris
Pheucticus aureoventris là một loài chim trong họ Cardinalidae.